# Kiné Gaye
Kiné Gaye (29 september 1998) is een atleet uit België, die lid is van KRC Gent.
In 2019 liep Gaye samen met haar clubgenotes van Racing Club Gent Atletiek een nieuw nationaal record op de 4x200 meter estafette. Op de Belgische kampioenschappen van dat jaar behaalde ze een bronzen medaille op de 400 meter.
In 2021 verbeterde ze met haar clubgenoten tweemaal het Belgisch record op de 4 x 200 m.

## Persoonlijke records
| Onderdeel | Resultaat    | Wind     | Datum            | Plaats   |
| --------- | ------------ | -------- | ---------------- | -------- |
| 100 m     | 12,33 s      | +0,5 m/s | 21 mei 2016      | Oordegem |
| 200 m     | 24,55 s      | +0,5 m/s | 17 juli 2021     | Ninove   |
| 400 m     | 54,28 s      |          | 1 september 2019 | Brussel  |
| 4x200 m   | 1.35,38 (NR) |          | 5 september 2021 | Jambes   |

| Onderdeel | Resultaat | Datum            | Plaats |
| --------- | --------- | ---------------- | ------ |
| 60 m      | 7,76 s    | 28 januari 2018  | Gent   |
| 200 m     | 24,66 s   | 23 februari 2018 | Gent   |
| 4x200 m   | 1.38,88   | 10 februari 2018 | Gent   |

- World Athletics: 14713851